# Richard Gandibleux
Richard Victor Gandibleux (Quaregnon, 6 juli 1928 - Anderlecht, 4 juni 1996) was een Belgisch bedrijfsleider en bestuurder.

## Levensloop
Gandibleux was CEO van Caterpillar België en algemeen manager van Caterpillar Europe. Nadien was hij tot zijn overlijden in 1996 voorzitter van de raad van bestuur van SONACA.
In 1989 werd hij aangesteld als voorzitter van Fabrimetal in opvolging van Eugène Van Dyck. Op 21 april 1993 werd hij in deze hoedanigheid opgevolgd door Karel Vinck.